# Tetraphleps bicuspis
Tetraphleps bicuspis är en insektsart som först beskrevs av Herrich-schaeffer 1835.  Tetraphleps bicuspis ingår i släktet Tetraphleps, och familjen näbbskinnbaggar. Arten är reproducerande i Sverige.